# کمه‌دوزی
کمه‌دوزی یکی از صنایع دستی در هرمزگان است. در کمه‌دوزی با استفاده از نخ گلابتون دور پولک‌های تخت کوچک طلایی یا نقره‌ای را دوخته و در اطراف قالبی که از سوراخ کردن وسط یک پولک گرد بزرگ به‌وجود می‌آید نصب می‌نمایند.

## روش کار
در کمه‌دوزی پارچه‌ای را دور دایره‌ای الک‌مانند که به آن «کمان» می‌گویند می‌پیچند. سپس دور دایره را محکم با طناب می‌بندند تا مانند دف شود، با این تفاوت که به‌جای دف که دور آن پوست است، دور این کمان، پارچه قرار دارد. بعد از این‌که پارچه روی کمان محکم شد، روی آن نقاشی می‌کشند. سپس پارچه را از کمان جدا می‌کنند. گاهی نقاشی از خود پارچه هم بریده و استفاده می‌شود، گاهی هم همان پارچه را برای شلوار، کیف و … به‌کار می‌برند.